# Водохресні пісні
Подекуди на українських землях збереглися окремі зразки чи елементи водохресних пісень — творів, які виконувались на свято Водохреща — святкування переходу сонця в сузір'я Водолія — день богині води Дани чи божества сонця Ярдана. За співзвучністю назв та під впливом християнства це свято отримало назву Йордану. Давньослов'янські язичницькі племена святкували цей день поблизу водоймищ особливими магічними ритуалами, метою яких було звеличити божества та духи води, задобрити їх, накликати їхню прихильність та допомогу. Окремі уривки водохресних пісень разом із пізнішими християнськими нашаруваннями донесли ряд поширених у них образів — води, Дани, річки, криниці, місяця; та мотивів — освячення води, замовляння до місяця чи води, виконання із водою певних магічних дій:
Ой на леді, на Йордані

Там Орися біль білила,

Святять воду три янголи.

Рум'янеє личко мила,

Йордан воду розливає,

До місяця говорила:

Ворон коні напуває.

«Ой місяцю, місяченьку,

Освіти ясно криниченьку…»
За старим звичаєм водохресні дійства (як і всі інші язичницькі святкування) проводились вночі до сходу сонця, де важливого значення набував місяць. Перед сходом сонця набиралась і так звана «непочата вода», якою кропились оселі та господарство. Цей обряд нагадує ритуальне посівання і несе те ж символічно-змістове навантаження: родючість і процвітання.